# Vltra (Madrid)
Vltra fue una revista vanguardista publicada en Madrid entre 1921 y 1922.

## Descripción
En las páginas de la revista, vanguardista y cuyo primero número apareció en enero de 1921, colaboraron autores como Ramón Gómez de la Serna, Rafael Lasso de la Vega, Eliodoro Puche, Guillermo de Torre, Juan José Pérez Doménech, Ramón Prieto y Romero, Isaac del Vando-Villar, Juan Chabás, Rosa Chacel, Luis Buñuel, Jaime Ibarra, Gerardo Diego, Tadeusz Peiper o Ernesto López-Parra.
La revista, exponente del ultraísmo, contó en el apartado gráfico con la participación de artistas como Eva Aggerholm, Norah Borges, Rafael Barradas, Daniel Vázquez Díaz, y los polacos Władysław Jahl y Marian Paszkiewicz.
La publicación, que había tenido entre 1919 y 1920 una predecesora publicada en Oviedo bajo el mismo título, Vltra, cesó en febrero de 1922.